# Икономика на Норвегия
Норвегия е много високо развита индустриална страна, с отворена, насочена към експорта икономика. Страната е една от най-богатите в света. 

## Обща информация
Сред факторите за икономическия прогрес са запасите от нефт и газ, открити по бреговете на Норвегия през 1970-те, както и близостта до западноевропейските пазари.  Годишните доходи от продажба на петрол са 40 млрд. щатски долара. Повече от половината от норвежкия експорт е от този сектор. За да се предотврати инфлация харченето на печалбите от нефтената промишленост е ограничено. Значима част от излишъка е инвестиран в независим фонд, оценяван на 400 до 500 млрд. щатски долара през 2009 г. 
Страната е сред страните с най-голямо развитие на човешкия ресурс. Тя също е и най-миролюбивата страна в света за 2007 година. Норвегия е на 33-то място в света по средно образование, което е под нормите.
Икономиката на Норвегия обикновено се описва като смесена икономика — капиталистическа пазарна икономика, с явен компонент на правителствена намеса. Правителството контролира ключови области, като например жизненоважния нефтен сектор (чрез широкомащабни държавни предприятия) и енергийния сектор. Държавното участие в икономиката продължава да намалява вследствие на процесите на дерегулация и приватизация. Земеделието и риболовът са в частни ръце, с изключение на около 10% от горите, използвани за лесовъдство, които са държавна собственост. 
Страната е осигурена с природни ресурси — нефт, природен газ, риба, водни ресурси, горски площи и минерали.  Норвегия е вторият най-голям експортьор на природен газ и шестият на нефт в света.  Разчита най-вече на своята нефтена продукция и на международните цени на нефта; през 1999 г. 35% от износа на страната е на нефт и природен газ. Само Саудитска Арабия и Русия изнасят повече нефт от Норвегия. По-големи отрасли на стопанството на Норвегия са: хидроенергетика, металургия, корабостроене, локомотивостроене, дърводобив и дървопреработване, рибоконсервна и рибопреработваща промишленост, производство на маргарин.
Само 21% от площта на Норвегия е обработваема земя (3% култивирана земя и 18% гори, използвани за лесовъдство). 
В началото на 2007 г. в северната част на страната, при случаен сондаж, са били открити огромни залежи от нефт. Дотогава няма информация за наличие на нефт в този участък. Това откритие тласка икономиката напред с откриване на нови работни места, повишаване на брутния вътрешен продукт и създаване на твърди позиции на международния пазар.
Норвежката валута се нарича норвежка крона. Една крона се дели на 100 йоре. Брутният вътрешен продукт на Норвегия за 2011 г. е 391,8 млрд. евро (3 017 473 млрд. норвежки крони). БВП на човек от населението е 66 047 евро (510 544 норвежки крони). 
Икономическата политика на Норвегия се стреми да стабилизира и да се бори срещу безработицата и инфлацията, да насърчава растежа и да влияе на структурата на индустрията и разпределението на приходите. Слабоиндустриализираните райони биват подлагани на по-леко данъчно облагане. Създадени са финансови институции, които да подпомагат регионалните индустриални сектори, както и земеделието, риболовът и др. Целта е да се подкрепя иновацията, да се поддържат традиционните видове промишленост и да се предотврати изчезването на локалната индустрия. 
Докато дясноцентристките партии целят изграждането на инфраструктура с излишъка, лявоцентристките целят инвестирането му във фонд за бъдещите генерации. 
От 1980 г. глобализацията води до свързване на норвежката икономика с тенденциите в световната икономика и нивото на безработицата се променя спрямо световните тенденции. През 2002 г. безработицата е 3,9%. През 21 век броят на работещите е стабилен и около 2.0-2.1 млн. души, а броят на работещите жени е висок от 1980-те. Малко под половината жени и около 10% от мъжете работят на непълен работен ден, т.е. под 36 часа на седмица. 
76% от работещите работят в сектора на услугите, 21,1% в индустрията и 2,9% в земеделието. 
През 2011 г. публичният дълг възлиза на 48,4% от БВП. Инфлацията е 1,4% (2,5% през 2010 г.)
През 2007 г. износът на Норвегия се изчислява на 140,3 млрд. долара, а вносът — на 77,24 млрд. долара.
През 2010 г. 26,7% от износът на Норвегия е за Великобритания. 12,1% за Германия, 7% за Швеция, 6,6% за Франция и 5% за САЩ. 
През 2010 г. 14,1% от вносът на Норвегия е от Швеция, 12,4% от Германия, 8,5% от Китай, 6,3% от Дания, 5,9% от Великобритания и 5,4% от САЩ. 

## Транспорт
В Норвегия се намират 98 летища, 4169 км железопътна мрежа, 93 247 км пътища (253 км магистрали). 

## Телекомуникации
Норвегия разполага с една от най-напредналите телекомуникационни мрежи в Европа. Поради големите разстояния има широка употреба на мобилни телефони.  През юни 2010 г. 4,4 млн. норвежци са свързани с интернет — близо 95% от населението. 